# Balconorbis
Balconorbis is een geslacht van weekdieren uit de klasse van de Gastropoda (slakken).

## Soort
- Balconorbis uvaldensis Hershler & Longley, 1986